# SMS Königin Luise
Königin Luise – niemiecki pomocniczy stawiacz min, pierwszy okręt zatopiony w czasie działań wojennych I wojny światowej. Zbudowany w 1913 roku jako statek cywilny dla hamburskiego przedsiębiorstwa HAPAG i nazwany imieniem królowej Luizy.
5 sierpnia 1914 roku okręt stawiał pole minowe przy ujściu Tamizy, kiedy został przechwycony i zatopiony przez brytyjski krążownik HMS „Amphion” z zespołem niszczycieli. Dzień później sam HMS „Amphion” wszedł na jedną z min postawionych przez niemiecki okręt i zatonął.